# Casa de Don Diego Maldonado
La casa de Don Diego Maldonado es una casa señorial que se encuentra en Salamanca frente al ábside de la Iglesia de San Benito. Es obra de Juan de Álava para Diego Maldonado Rivas, camarero de Alonso de Fonseca y Ulloa, en 1531.

## Características
En su sencilla fachada de mampostería destaca la portada, realizada en sillería, con ventana, hoy convertida en balcón, sobre la puerta. La portada colgante está formada por tres calles enmarcadas por pilastras con decoración renacentista de grutescos de "candelieri". En la calle central aparece la ventana en cuyo dintel dos angelotes sostienen un escudo con las armas de los Maldonado. En las calles laterales nuevos escudos con las armas de Maldonado, Rivas y Morille sustentados por angelotes. La ventana estaría cerrada en su parte posterior por una línea de imposta decorada con querubines que recorrería las tres calles. Debido a que posteriormente se amplió la luz, convirtiéndose en balcón, solo nos han llegado los tramos de las calles laterales.
Todo el conjunto está coronado por el escudo de Fonseca, señor del titular de la casa, rodeado por una guirnalda de flores y flanqueado por dos putti. En la actualidad, tras haber servido durante una década como oficinas del Servicio de Orientación Universitaria, el edificio alberga el Centro de Estudios Brasileños de la Universidad de Salamanca.